# Cosmisoma rhaptos
Cosmisoma rhaptos là một loài bọ cánh cứng trong họ Cerambycidae.